# Ceilândia Esporte Clube
El Ceilândia Esporte Clube és un club de futbol brasiler de la ciutat de Ceilândia al Districte Federal del Brasil.

## Història
El club va ser fundat el 23 d'agost de 1979, essent un dels clubs més antics del Distrito Federal. El club va ser dos anys campió estatal (2010 i 2012).

## Palmarès
- Campionat brasiliense: 
  - 2010, 2012